# Wilhelm Specht
Pour les articles homonymes, voir Specht.
Wilhelm Otto Ludwig Specht est un mathématicien allemand, né à Rastatt le  22 septembre 1907 et mort le 19 février 1985. Il a essentiellement travaillé en la théorie des groupes ; il invente le module de Specht, et contribue à la théorie de la représentation du groupe symétrique.

## Biographie
Scolarisé à Berlin, il commence ses études en 1925 à l'université Louis-et-Maximilien de Munich, où il est membre de la très ancienne corporation étudiante Corps Bavaria München, puis termine à l'Université Friedrich Wilhelm de Berlin (actuelle université Humboldt). En 1932 il soutient sa thèse, Eine Verallgemeinerung der symmetrischen Gruppe, devant le mathématicien russe Issai Schur et le mathématicien allemand Erhard Schmidt, l'un des pères de l'analyse fonctionnelle abstraite. Il travaille enuite comme assistant à l'Université de Königsberg en 1934, puis passe à l'Université de Breslau en 1937 où il soutient son habilitation de professeur de mathématiques et est privat-docent, c'est-à-dire sans chaire. Après la Seconde Guerre mondiale il rejoint l'Université Friedrich-Alexander d'Erlangen-Nuremberg, d'abord comme professeur de mathématiques en 1948, puis comme Ordinarius (Lehrstuhl) quand il reçoit la chaire de mathématiques en 1950. Il y exerce jusqu'à sa retraite en 1972.

## Travaux scientifiques
- (1935) Module de Specht[1]
- (1940) Théorème de Specht (Specht criterion)[2]

## Publications
- Zur Theorie der Matrizen. II, Jahresbericht der Deutschen Mathematiker-Vereinigung 50: 19–23, 1940.
- Gruppentheorie, Springer, Grundlehren der mathematischen Wissenschaften, 1956.
- Elementare Beweise der Primzahlsätze, Deutscher Verlag der Wissenschaften, Berlin, 1956.
- Algebraische Gleichungen mit reellen und komplexen Koeffizienten, Enzyklopädie der mathematischen Wissenschaften, 1958.